# Camposol
Camposol este o companie agroindustrială⁠(d) peruană, înființată în anul 1997 și deținută actualmente de grupul Dyer Coriat. Compania peruană cultivă în prezent suprafețe mari de teren din Peru, Columbia, Uruguay și Chile cu avocado, afine, struguri, mango și mandarine, pe care le exportă în peste cincizeci de țări, fiind unul dintre cei mai mari exportatori de fructe proaspete din Peru. Președintele consiliului de administrație al companiei este Samuel Dyer Coriat, iar director general este José Antonio Gómez Bazán.

## Istoric

### Fondarea companiei
Compania agroindustrială Camposol a fost fondată la 31 ianuarie 1997 de un om de afaceri venezuelean; activitatea companiei a început cu achiziționarea a 3.075 de hectare de teren agricol în regiunea⁠(d) La Libertad⁠(d) din nordul Perului, urmată de cumpărarea prin licitație publică în cursul aceluiași an a unei suprafețe suplimentare de teren prin intermediul Proiectului special Chavimochic⁠(d), o inițiativă finanțată de guvernul peruan care oferea acces la apă pentru irigații pentru transformarea în teren agricol productiv a unei suprafețe de peste 47.000 de hectare din deșertul de pe coasta nordică a țării. În anul următor au început să fie exploatate alte 1.458 de hectare de teren agricol din regiunea Piura, situată, de asemenea, în nordul Perului. Toate eforturile au fost concentrate inițial în cultivarea sparanghelului, iar zonele deșertice din nordul țării s-au transformat în urma programului intensiv de irigare în zone verzi.
În cursul anului 1999 Camposol a inaugurat o unitate de procesare în complexul industrial Chao din provincia Virú⁠(d) (situată în regiunea La Libertad), iar la sfârșitul aceluiași an a început să exporte sparanghel. Producția de sparanghel alb a fost profitabilă ca urmare a obținerii mai multor recolte anuale de pe aceeași plantație datorită vremii călduroase din Peru (recolta obținută în Peru a fost, de exemplu, de 3-4 ori mai mare decât recolta obținută în Spania, un producător tradițional de sparanghel) și a costurilor de producție mult mai mici. Gama de produse cultivate de Camposol s-a diversificat în anii următori, incluzând ardeiul piquillo (2001), avocado (2002), anghinarea și mango (2003). O fabrică de congelare a alimentelor a fost deschisă la Chao în anul 2002, iar compania a achiziționat tot în provincia Virú încă 1.000 de hectare de teren în 2003 și alte 2.200 de hectare de teren în 2005.

### Schimbarea acționariatului
Dyer Coriat Holding S.L. (o companie financiară care deținea afaceri în domeniul pescuitului, controlată de familiile Dyer și Coriat, condusă de Samuel Dyer Ampudia⁠(d) și redenumită ulterior Generación del Pacífico Grupo S.L.) și un grup de investitori străini (inclusiv norvegieni) au achiziționat în octombrie 2007 pachetul de control al companiei Camposol Holding PLC (înființată la 9 iulie 2007 în orașul Limassol din Cipru), care a efectuat un plasament privat⁠(d) în valoare de 185 de milioane de dolari americani în cadrul companiei norvegiene Camposol AS (înființată în octombrie 2007). Acel plasament privat a permis companiei Camposol AS să achiziționeze la rândul ei compania peruană Camposol S.A.. Camposol Holding Plc a achiziționat în aprilie 99,7% din acțiunile companiei Camposol AS și apoi la 8 mai 2008 restul de 0,3% din acțiuni și a devenit astfel compania mamă a grupului Camposol.
În urma reorganizării efectuate în anul 2008, Camposol Holding PLC a devenit compania holding⁠(d) a grupului de companii Camposol și și-a listat acțiunile la Bursa de Valori din Oslo⁠(d) (unde erau deja cotate, din ianuarie 2007, acțiunile companiei Copeinca, principala companiei a grupului Dyer Coriat). Camposol a obținut în anul 2008 un profit de 6,8 milioane de euro și a reușit, în plus, să atragă un capital de 129 de milioane de euro de pe Bursa de Valori din Oslo pentru extinderea companiei. În urma acestor operațiuni financiare, principalii acționari ai Camposol au devenit Dyer Coriat Holding (28,73%), Deutsche Bank AG London Prime Brokerage Full, un fond de investiții înființat de Deutsche Bank (14,58%), Morgan Stanley & Co. Client Equity Account (6,70%), Fondo de Inversión en Desarrollo Agroindustrial y Forestal (6,40%), Arion Custody (6,10%) și South Winds AS (5,88%). Printre ceilalți acționari se aflau Andean Fisching L.L. (4,56%), Peru Land Farming L.L. (4,01%) și fonduri de investiții înființate de Bear Stearns, Orkla, Glitnir Banki, Nordea Bank, Storebrand Livsforsikring, Brown Brothers Harriman & Co., JPMorgan Chase & Co., Goldman Sachs etc.
Dyer Coriat Holding S.L. (redenumită de atunci Generación del Pacífico Grupo S.L.) a făcut la 24 septembrie 2013 o ofertă de preluare către acționarii minoritari ai Camposol Holding PLC. În urma aprobării ofertei ofertei în 12 decembrie 2013 de către Comisia pentru Valori Mobiliare din Cipru, acțiunile Camposol Holding PLC au fost retrase de la tranzacționare la Bursa de Valori din Oslo începând din 20 decembrie 2013, iar acționarii Camposol Holding PLC au votat în aprilie 2014 transformarea Camposol Holding PLC, dintr-o societate publică pe acțiuni („PLC”) într-o societate privată pe acțiuni („Limited”). Ulterior, în 7 august 2017, acționarii Camposol Holding Ltd. au votat pentru transformarea din nou a companiei Camposol Holding Ltd. într-o societate publică pe acțiuni.
La 10 septembrie 2014, prevalându-se de prevederile contractului de opțiuni încheiat la 10 septembrie 2013, Osterlin Luis Dyer Ampudia, William Paul Dyer Osorio, Sergio Ivan Dyer Osorio, Rodrigo Israel Dyer Fernandez și Yazmin Ellie Dyer Osorio și-au exercitat opțiunea de cumpărare a acțiunilor Generación del Pacífico Grupo S.L., iar, în urma acestor tranzacții, Generación del Pacífico Grupo S.L. a ajuns să dețină 82,6% din totalul acțiunilor companiei Camposol Holding PLC. Acționarii Camposol Holding PLC au aprobat splitarea acțiunilor la 14 decembrie 2017, într-un raport de 1:2, determinând astfel o creștere a numărului acțiunilor aflate în circulație de la 32.925.197 la 65.850.394 și a reducerii valorii nominale de la 0,011797 USD la 0,0058985 USD. Camposol Holding PLC a cedat în octombrie 2019 activele deținute în cadrul companiilor producătoare de fructe proaspete (inclusiv Camposol S.A.) către compania nou-înființată Csol Holding Limited, cu sediul în orașul Limassol din Cipru.
În urma acestor reorganizări, principalii acționari ai Csol Holding Limited au devenit cei trei copii ai lui Samuel Dyer Ampudia⁠(d): Samuel Barnaby Dyer Coriat (33,03%), Piero Martin Dyer Coriat (33,03%) și Sheyla Dyer Coriat (16,52%), care dețineau împreună 82,59% din acțiuni și controlau astfel activitatea întregului grup. Restul acțiunilor erau deținute de alți membri ai familiei Dyer: Osterlin Luis Dyer Ampudia (9,07%), Sergio Dyer Osorio (2,91%), William P. Dyer Osorio (2,25%), Yazmin Dyer Osorio (1,99%) și Rodrigo Dyer Fernandez (1,18%), iar o participație nesemnificativă de compania Risger SA (4 acțiuni). Camposol S.A. are un număr total de 289.690.478 de acțiuni, repartizate astfel: Grainlens S.A.C. (1), o subsidiară a Csol Holding, și Blacklocust S.A.C. (289.690.477), o subsidiară a Grainlens.

### Extinderea afacerii
Noii proprietari au investit 80 de milioane de dolari în anii 2008 și 2009 în extinderea capacității de producție și diversificarea portofoliului de produse: au început să cultive produse noi (avocado, struguri și mandarine), au modernizat infrastructura de procesare, au dezvoltat instalații noi de ambalare și au consolidat rețeaua de distribuție. Ca urmare, Camposol a cultivat 1.662 de hectare de avocado, 1.170 de hectare de sparanghel, 420 de hectare de struguri și 102 de hectare de mandarine în perioada 2008–2010. În anul 2008 compania peruană a exportat produse agricole în valoare totală de 141 de milioane de dolari (99,6 milioane de euro) către țări din Uniunea Europeană (70%) și Statele Unite ale Americii (30%). Principalele piețe din Uniunea Europeană erau Spania (45%), Franța (15%) și Germania (10%); vânzările din Spania se ridicau atunci la circa 45 de milioane de dolari. Criza internațională de la sfârșitul anilor 2000 a dus la creșterea costurilor operaționale și la scăderea prețului sparanghelului cu 25%–30%, dar, cu toate acestea, volumul de vânzări a crescut. Pentru a face față crizei, compania a redus stocurile de materii prime, produse finite și ambalaje, a renegociat costurile cu aprovizionarea și transportul maritim și a vândut unel active neprofitabile (companii subsidiare, terenuri și clădiri). În paralel, a fost înființată în ianuarie 2009 compania de distribuție Camposol Europa, cu sediul în provincia spaniolă La Rioja. Vânzările au crescut cu 41% în primul trimestru al anului 2011, ajungând la valoarea de 36,4 milioane de dolari, ca urmare a creșterii volumului de vânzări de sparanghel, ardei, mango și creveți, precum și creșterii prețurilor la creveți. Camposol exporta mango în Japonia, avocado Hass în Europa și Canada, struguri Red Globe în China, Hong Kong și Indonezia, ardei piquillo în Spania și Germania și mandarine Murcott în Europa.
Camposol a început să cultive afine în anul 2010 pe o suprafață inițială de 54 de hectare din regiunea La Libertad, după ce încercase din 2008 cultivarea experimentală a 11 soiuri care nu erau autohtone acestei zone. Soiul care a prins cel mai bine a fost Biloxi, dar au mai fost plantate, de asemenea, alte soiuri. Compania a extins anual terenul alocat acestei culturi noi, ajungând în anul 2016 să cultive o suprafață de 1.827 de hectare de afine. Profitabilitatea în creștere a exportului de afine a determinat conducerea companiei Camposol să abandoneze în vara anului 2016 cultivarea sparanghelului alb, ardeiului și anghinarei, a căror profitabilitate scăzuse, și să se retragă din afacerea cu alimente conservate. Vânzările de sparanghel alb reprezentau atunci circa 12% din vânzările totale ale companiei, dar cultura acestei legume avea o performanță tot mai scăzută din cauza îmbătrânirii sale și a fenomenului climatic El Niño. Terenurile folosite anterior pentru cultivarea sparanghelului au fost cultivate parțial cu avocado și parțial cu afine. Ca urmare a acestei schimbări de strategie, suprafața cultivată cu avocado a ajuns în același an la 2.653 de hectare.
Compania cultiva în anul 2016 o suprafață totală de 5.603,7 hectare, împărțite astfel: 2.652,6 hectare de avocado, 1.827,3 hectare de afine, 449,6 ha de mango, 348,3 ha de struguri de masă și 325,6 ha de mandarine. Creșterea producției a impus extinderea rețelei de distribuție și, astfel, au fost deschise oficii comerciale în Țările de Jos (Rotterdam, 2009), Statele Unite ale Americii (Fort Lauderdale, 2012) și China (Shanghai, 2017), cu scopul de a stabili relații comerciale cu principalele lanțuri de supermarketuri din lume. Ca urmare a acestei politici, cifra de afaceri a companiei Camposol a ajuns în anul 2017 la valoarea de 368,8 milioane USD, cu 33,2% mai mare decât în 2016, când vânzările totale au fost de 276,7 milioane USD. Produsul principal al companiei a continuat să fie avocado, care a adus 42,5% din încasările totale. În anul 2017 Camposol a produs în medie 40.000 de tone de avocado în fiecare campanie, având o productivitate medie de 24 t/ha, și 13.600 de tone de afine, cu 24,9% mai mult decât în 2016.
Terenul agricol deținut de companie a crescut permanent, iar în anul 2018 Camposol a achiziționat aproximativ 1.500 de hectare de teren în Uruguay (dintre care 500 de hectare aparțineau companiei Citrícola Salteña S.A.) pentru cultivarea mandarinelor și 110 hectare de teren în Columbia pentru cultivarea avocadoului. Au fost investite sume mari în creșterea gradului de tehnologizare a producției, fiind utilizate, de exemplu, cititoare optice pentru selecția fructelor, și în controlul biologic al culturilor, fiind folosite substanțe chimice doar pentru fertilizarea solurilor. Vânzările companiei Camposol s-au ridicat în primele nouă luni ale anului 2023 la valoarea de 264,6 milioane de dolari, cu o marjă de profit brut de 27,9%, ca urmare a creșterii prețului afinelor.
Compania deținea în anul 2020 o suprafață de 18.276 de hectare de teren atât în Peru, cât și în alte țări din America de Sud (14.904 ha în Peru, 1.850 ha în Columbia, 1.522 ha în Uruguay), din care 8.296 de hectare erau deja exploatate agricol (8.247 de hectare pentru culturi curente și 49 de hectare pentru cercetări agricole), și cultiva afine, avocado, mandarine, mango și struguri de masă în regiunile peruane nordice La Libertad⁠(d) și Piura și în regiunea peruană sudică Arequipa, avocado în Columbia (regiunea Caldas), citrice în Uruguay (regiunea Salto) și cireșe în Chile (zona Pichidegua din regiunea Libertador General Bernardo O'Higgins). Complexul Camposol este format din șase fabrici de procesare, dintre care trei sunt pentru conserve, două pentru produse proaspete și una pentru produse congelate. În plus, ea este proprietara unei companii de ambalare a fructelor (mango, struguri și altele) și participă ca partener la o alta din Piura. Produsele sale principale sunt afinele, avocado, mango, strugurii de masă și mandarinele, care erau exportate în anul 2018 în peste cincizeci de țări.

## Conducere
În anul 2008, după achiziționarea companiei de către Dyer Coriat Holding S.L. și un grup de investitori financiari din străinătate, președinte al Consiliului de Administrație al grupului Camposol a fost numit omul de afaceri peruan Samuel Dyer Ampudia⁠(d) (n. 1953), fondatorul și principalul acționar al holdingului. Fiul său cel mare, Samuel Barnaby Dyer Coriat (n. 1976), a devenit în același an membru al consiliului de administrație, iar fiul cel mic, Piero Dyer Coriat (n. 1980), a fost numit tot atunci în funcția de director financiar (CFO). Dyer Ampudia a deținut funcția de președinte până la 28 aprilie 2011, când a cedat-o fiului său, Samuel Barnaby Dyer Coriat, continuând să rămână membru al Consiliului de Administrație și preluând funcția de vicepreședinte.
Funcția de director general a fost îndeplinită de următorii: Juan Rodolfo Wiesner Rico ( – 1 februarie 2008), Juan Jose Gal’Lino Vargas Machuca (1 februarie 2008 – 10 ianuarie 2010), Fabio Matarazzo di Licosa (18 ianuarie 2010 – 10 octombrie 2011), Samuel Dyer Coriat (10 octombrie 2011 – 2 noiembrie 2015), Manuel Salazar Diez Canseco (2 noiembrie 2015 – 11 octombrie 2016), Jorge Luis Ramírez Rubio (11 octombrie 2016 – 1 martie 2021), Samuel Dyer Coriat (1 martie – 21 septembrie 2021), José Antonio Gómez Bazán (21 septembrie 2021 – ).
În prezent (decembrie 2023), conducerea companiei Camposol este asigurată de:
| Nume                      | Poziție                                              |
| ------------------------- | ---------------------------------------------------- |
| Samuel Dyer Coriat        | Președintele consiliului de administrație (din 2011) |
| José Antonio Gómez Bazán  | Director general (din 2021)                          |
| Ricardo Naranjo Fernández | Director financiar (din 2023)                        |